# Зала (Форли-Чезена)
Зала (итал. Sala) је насеље у Италији у округу Форли-Чезена, региону Емилија-Ромања.
Према процени из 2011. у насељу је живело 2157 становника. Насеље се налази на надморској висини од 8 м.